# Natalus jamaicensis
Natalus jamaicensis is een vleermuis uit het geslacht Natalus.

## Kenmerken
N. jamaicensis is een vrij grote Natalus met grote, puntige oren en een lange, dichte vacht. De bek is lang en afgeplat en de onderlip is dik. De vacht is bruin. Voor mannetjes bedraagt de voorarmlengte 43,7 tot 47,0 mm, de tibialengte 23,8 tot 24,8 mm, de oorlengte 15,3 tot 17,1 mm, het gewicht 5,9 tot 6,7 g en de schedellengte 17,3 tot 18,2 mm. Voor vrouwtjes bedraagt de voorarmlengte 43,7 tot 46,0 mm, de tibialengte 23,1 mm, het gewicht 6,8 tot 7,3 g en de schedellengte 17,2 tot 18,1 mm. Het karyotype bedraagt 2n=36, FN=56 en lijkt sterk op dat van andere trechteroorvleermuizen.

## Verspreiding
Deze soort komt voor op Jamaica. Deze soort wordt vaak als een ondersoort van N. stramineus uit de noordelijke Kleine Antillen of N. major uit Hispaniola gezien, maar morfologische gegevens ondersteunen de status van N. jamaicensis als een aparte soort. Deze soort is bekend van een aantal recente exemplaren uit de grot St. Clair in de parish St. Catherine en een subfossiel exemplaar uit de grot Wallingford. In de grot Portland komt het dier mogelijk ook voor, maar dat kan (nog) niet worden bevestigd. Waarschijnlijk kan het dier alleen overleven in grote, zeer vochtige grotten, doordat zijn oppervlakte ten opzichte van zijn gewicht relatief groot is.